# Фред-Ф.-Френч-билдинг
Фред-Ф.-Френч-билдинг (англ. Fred F. French Building) 38-этажный небоскреб, расположенный по адресу Пятая авеню , д. 551, на северо-восточном углу 45-й улицы в Мидтауне Манхэттена, Нью-Йорк .

## История
Небоскреб был сооружен в 1925-1927 гг. с ярким фасадом в стиле ар-деко, который стал визитной карточкой Пятой авеню во всем мире. Здание площадью около 430 000 квадратных футов и в настоящее время семейной инвестиционно-девелоперской компании The Feil Organization. Фред-Ф.-Френч-билдинг используется в основном как офисное здание; в нем также расположены аудитории университета Пейс. Здание является одним из наиболее известных проектов риэлтора и девелопера Фредерика Филлмора Френча (1883 – 1936). Ведущими архитекторами выступили Х. Дуглас Айвз и бюро Sloan & Robertson. На момент завершения строительства оно было самым высоким зданием на Пятой авеню. К 1990-м годам небоскреб был полностью отреставрирован и впоследствии получил награду «Историческое здание года» Ассоциации владельцев и управляющих зданий (англ. Building Owners and Managers Association) за 1994-1995 годы. Здание внесено в Национальный реестр исторических мест в январе 2004 года.
Среди арендаторов были известный ресторан The Cattleman и крупный ювелир Раймон Абрахамс.

## Дизайн и отличительные особенности
Фред Ф. Френч был застройщиком, убежденным в необходимости качественного дизайна и отделки своих зданий. В разных проектах он прибегал к разным архитектурным стилям. Но ни один из его проектов не является столь ярким проявлением его жизненной философии и подхода к качеству, как названный его именем Фред-Ф.-Френч-билдинг, где находился и его офис.
Стилистика художественного оформление и дизайн-проекта, заказанных Френчем, испытали на себе влияние древнего искусства Месопотамии, Ассирии, Вавилонии, Халдеи, то есть культур Ближнего Востока в период примерно с 1700 по 500 г. до н.э. Раскопки, сделанные в начале 1900-х годов, сделали образцы этих культур доступными для западного искусства. Открытие гробницы фараона Тутанхамона (1922) отражено через некоторое влияние египетского искусства в декоре.
Термин «ар-деко» применим прежде всего к декору этого здания. В целом, Комиссия по сохранению достопримечательностей (англ. Landmark Preservation Commission) пришла к выводу, что Фред-Ф.-Френч-билдинг «остается одним из лучших примеров стилистического компромисса между застройным историзмом и авангардным модернизмом».

### Внешний вид здания

#### Фасад
Декор четырех сторон прямоугольной башни на вершине здания был описан одним из его создателей, Х. Дугласом Айвсом, как символика торговли, «характера и деятельности» французских компаний. Используемый материал - облицовочный фаянс.
По словам Айвса, лицом к северу и югу размещены два восходящих солнца. По бокам от каждого солнца - грифоны, крылатые кони (элемент месопотамского искусства). Айвс утверждал, что все это символизирует целостность и бдительность. Далее по бокам - ульи с золотыми пчелами, символизирующими хозяйственность и индустрию. На восток и на запад обращены головы Меркурия.
Айвс рассказал и про эволюцию архитектурной задумки. Хотя изначально рассматривались и неоготика, и романский стиль, от них отказались в пользу на "восточного" стиля, во многом из-за нового требования к небоскребам, конструкция которых должна была в меньшей степени препятствовать проникновению естественного света на улицы. Это натолкнуло архитекторов на популярный в странах Ближнего Востока зиккурат, на который похожи уступы здания. Айвс также писал, что красочные терракотовые кирпичи использовались в связи с тем, дизайн был более двухмерным, чем греческая скульптура.

#### Входные арки
Все бронзовые элементы декора здания, в том числе двери лифта, были выполнены русско-американским скульптором Винсентом Глинским.

Согласно отчету Комиссии по сохранению достопримечательностей Нью-Йорка (1986) «На портале над входами, как со стороны Пятой авеню, так и со стороны 45-й улицы расположены две треугольные ниши. Можно смело предположить, что с левой стороны находится Меркурий (с крылатыми сандалиями), держащий в правой руке колонну, а в левой - компас и две рейсшины, символизирующие архитектуру и строительство. В правой нише - женщина, держащая улей, как уже отмечено, символ промышленности. Над названием [здания] расположилась группа грифонов. А над ними - бронзовые метопы фриза с пятью крылатыми ассирийскими тварями. На фризе и повсюду в здании можно найти растения и цветы египетской эпохи: лотос, папирус и антемий - как стебли, так и цветок».

### Внутреннее убранство

#### Вестибюль
Цель Френча и привлеченных им архитекторов состояла в том, чтобы вестибюль, откуда бы в него не попадали, производил впечатление дворца коммерции. Посетителя и в прошлом, и сегодня, должен ошеломлять декор потолков, стен и напольных покрытий. Свод полихромный, на нем изображены фантастические фигуры, без какой-либо претензии на историческую точность или принадлежность к конкретному архитектурному стилю.

#### Двери лифта
Согласно докладу Комиссии по сохранению достопримечательностей Нью-Йорка (1986), «двери лифта, покрытые позолоченной бронзой ... являются важнейшим художественным произведением в здании (в наличии 13 одинаковых входных групп). На каждой двери по 8 панелей.
Некоторые двери декорированы под непосредственным влиянием месопотамского стиля; некоторые напоминают о мифологии и пантеоне богов Древней Греции и Древнего Рима; некоторые напоминают про духов-хозяев, некоторые символизируют бизнес и коммерцию.
Хотя у Глинского были какие-то указания относительно того, что изображать, и, он, должно быть, изучал древние изображения, что конкретно изображено на дверях лифтов, до сих пор точно не установлено. Ниже приведены описания панелей сверху вниз:
Слева:
L1: ЗДАНИЕ. Человек и постройки на заднем плане. Возможно, образ Фреда Ф. Френча.
L2: МОРЕ. Мужчина держит лодку, символизирующую море. Посейдон / Нептун. Борода напоминает изображения на барельефах древнего Ближнего Востока (Месопотамии и Шумера) .
L3: УЧЕНИЕ. Бородатый мужчина держит книгу, вызывая ассоциации с ассирийскими барельефами; возможно изображение Аполлона.
L4: ПРОМЫШЛЕННОСТЬ. Женщина, держащая улей, символ промышленности или трудовой деятельности.
Справа:
R1: АРХИТЕКТУРА. Женщина с компасом и планами (чертежами).
R2: КОММЕРЦИЯ. Женщина, держащая кадуцей, символизирующий торговлю (не медицинский кадуцей с одной змеей). Также изображен рог изобилия. Возможно, богиня Ирида.
R3: СТРОИТЕЛЬСТВО. Женщина в правой руке держит здание; слева от нее - колесо.
R4: СЕЛЬСКОЕ ХОЗЯЙСТВО. Женщина с серпом. Возможно, греческая богиня Деметра или римская Церера, символизирующая плодородие.
Между этими панелями горизонтально расположены ряды грифонов и антилоп, а также ангелы.

#### Почтовый ящик и бронзовый настенный декор
Бронзовый почтовый ящик является одним из самых известных в городе. В верхней части изображен белоголовый орлан со стрелами в когтях - символ государства и Почтовой службы США. Ниже - два грифона в горделивых позах. Также на поверхности изображены стилизованные египетские растения, в том числе лотос. При ближайшем рассмотрении можно обнаружить крошечных пчел.
В здании много бронзовых украшений в виде длинных струн, как снаружи, так и внутри. В дополнение к грифонам имеются антилопы, изображение человека Культуры Шумера, головы волов (на колоннах внутри, возле карусельных дверей) и туры (первобытные дикие быки) ,
Во многих местах есть ряды растений, с преобладанием цветка лотоса и папируса. Папирус выглядит как торчащая метла. Также следует отметить антемий и множество розеток .

#### Другие элементы декора и конструкции
Пол и стены: пол вестибюля выполнен из итальянского травертина и инкрустирован камнем като. Бордюр состоит из черных бельгийских и белых (дуврских) мраморных треугольников. Стены выполнены из мрамора св. Женевьевы с золотыми прожилками (добывался в карьере Озора в округе Сент-Женевьев, штат Миссури). На колоннах установлены бронзовые копья.
Потолки: Дизайнер потолков и изображений в верхней части стен неизвестен (считается, что это не работа Глинского). Сюжеты позаимствованы с ворот Иштар - восьмых ворот Вавилона (экспонируются в Пергамском музее в Берлине). Потолок представляет собой «полихромный зверинец крылатых месопотамских зверей». Видны изображения львов и птиц (например, стервятник или индейка), а также драконы с длинной шеей и другие мифические звери. На воротах используется яркая синяя краска. На пересечении двух проходов на потолке находятся изображения двух мужчин в одежде, напоминающей древнеассирийскую, с луком и стрелами. Подобные фигуры можно увидеть и на других местах потолка.
Люстры: люстры имеют «бронзовую фолиевую оболочку, на которой проецируется дюжина травленых кристаллов» и создают интересные тени.